# Stanislav Grospič
Stanislav Grospič (* 25. července 1964 Mladá Boleslav) je český politik, v letech 2002 až 2021 poslanec Parlamentu ČR za Středočeský kraj, bývalý místopředseda KSČM.

## Biografie

### Vzdělání, profese a rodina
Po maturitě v roce 1983 na gymnáziu v Mladé Boleslavi absolvoval Právnickou fakultu Univerzity Karlovy. Státnice složil v roce 1987, o rok později úspěšně absolvoval rigorózní zkoušku. Nastoupil na Okresní národní výbor v Mladé Boleslavi na pozici referenta organizačního odboru. Po absolvování základní vojenské služby v letech 1987–1988 přešel roku 1988 na Městský národní výbor (později městský úřad) v Mladé Boleslavi jako referent organizačního výboru, mezi lety 1991–2002 toto oddělení vedl (od roku 1991 oficiálně na pozici vedoucího správního odboru MěÚ).
Je ženatý, má dvě děti.

### Politická kariéra
V roce 1987 vstoupil do KSČ, poté se stal členem KSČM.
Do dolní komory českého parlamentu kandidoval již ve volbách v roce 1998 a 1996, ale obsadil nevolitelné čtvrté respektive třetí místo. Ve volbách v roce 2002 byl zvolen do poslanecké sněmovny za KSČM (volební obvod Středočeský kraj). Byl členem sněmovního výboru pro sociální politiku a zdravotnictví. Mandát poslance obhájil ve volbách v roce 2006. Byl nyní místopředsedou sněmovního ústavněprávního výboru. Opětovně byl poslancem zvolen ve volbách v roce 2010. Je nadále místopředsedou ústavněprávního výboru.
V roce 2008 kandidoval na post předsedy KSČM, avšak nebyl zvolen. Opětovně na předsedu komunistické strany kandidoval na jejím sjezdu v květnu 2012, ale i tentokrát ho porazil dosavadní předseda Vojtěch Filip. V prvním kole volby získal Grospič 135 hlasů, Filip 223.
Ve volbách do Poslanecké sněmovny PČR v roce 2013 kandidoval ve Středočeském kraji jako lídr KSČM a byl zvolen. Od 5. prosince zastává pozici místopředsedy sněmovního ústavně právního výboru. Ve stínové vládě KSČM spravuje resort spravedlnosti a průřezový resort odborů.
Ve volbách do Poslanecké sněmovny PČR v roce 2017 byl lídrem KSČM ve Středočeském kraji. Získal 3 366 preferenčních hlasů a obhájil tak poslanecký mandát. Dne 22. listopadu 2017 byl se 115 hlasy zvolen ve veřejném hlasování za předsedu Mandátového a imunitního výboru Poslanecké sněmovny Parlamentu České republiky. Zároveň působil jako stínový ministr spravedlnosti KSČM.
Na X. sjezdu KSČM v Nymburku dne 21. dubna 2018 byl po několikaleté pauze opět zvolen místopředsedou strany. Když se v říjnu 2019 hlasovalo v Poslanecké sněmovně PČR o tom, zda má být 21. srpen významný den k připomínce obětí invaze vojsky bývalé Varšavské smlouvy do Československa v roce 1968, pronesl ve vysílání Českého rozhlasu Plus mimo jiné: „základní premisa z našeho pohledu je, že se nejednalo o okupaci“ a následně ještě dodal: „A oběti? To byly vesměs oběti dopravních nehod. Myslím, že si zaslouží vyjádřit úctu, ale nebyly to oběti žádných aktivních ozbrojených bojů, to je třeba říci“. Po zhruba dvou týdnech se za své výroky omluvil.
Ve volbách do Poslanecké sněmovny PČR v roce 2021 byl lídrem KSČM ve Středočeském kraji, ale stejně jako celá strana neuspěl. Následně rezignoval na post místopředsedy strany.